# Phacopidae
Phacopidae är en familj av trilobiter med huvud och stjärtsköld ungefär likstora, bålen bestående av 11 segment och inrullbar.
Facialsuturerna börar framför hörnen av kinderna och förenar sig framför glabellan. Ögonen består av ett stort antal fasetter. Familjen omfattar det ursprungliga släktet Phacops med undersläkten Chasmops, Dalmanites med flera. De förekommer under äldre silur till yngre devon.